# Academia de História Militar Terrestre do Brasil

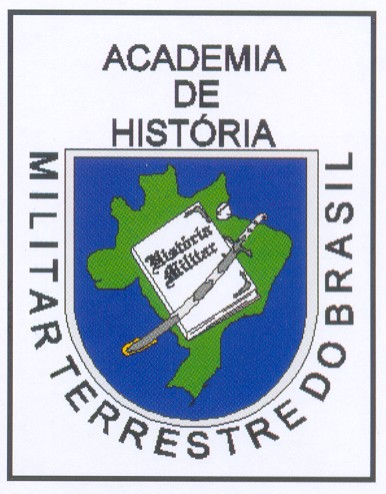
Armas da AHIMTB

A Academia de História Militar Terrestre do Brasil (AHIMTB) foi fundada em março de 1996, na cidade de Resende, onde também está situada a Academia Militar das Agulhas Negras (AMAN). A instituição dedica-se à história das forças terrestres do Brasil - Exército, fuzileiros navais, infantaria da Aeronáutica, policiais e bombeiros auxiliares, bem como outras forças que as antecederam. Pretende ser um fórum de debate de assuntos históricos de natureza doutrinária, em especial para militares da reserva das  Forças Terrestres do Brasil.
A AHIMTB foi fundada pelo historiador militar Coronel Eng QEMA Cláudio Moreira Bento.

## Patronos da AHIMTB
Possui sede e foro em Resende, mas de amplitude nacional, tem como patrono Duque de Caxias e como patronos de cadeiras historiadores militares terrestres assinalados, por vezes também ilustres chefes militares, como os marechais Mascarenhas de Moraes, Castelo Branco e generais Tasso Fragoso, Alfredo Souto Malan, Aurélio de Lyra Tavares e Valentim Benício.
Foram consagrados em vida como patronos de cadeiras, em razão de notáveis serviços à  História Militar Terrestre do Brasil, os generais Aurélio de Lyra Tavares, Jonas de Moraes Correia, Francisco de Paula Azevedo Pondé, Severino Sombra e Umberto Peregrino, o almirante Hélio Leôncio Martins e os coronéis Francisco Ruas Santos, Jarbas Passarinho e Helio Moro Mariante da Brigada Militar do RGS. Figuram como patronos civis Barão do Rio Branco, Dr Eugênio Vilhena de Morais, Gustavo Barroso, Pedro Calmon e José Antônio de Mello pelas contribuições à história militar terrestre do Brasil.

## Revista da AHIMTB
A Revista da Academia de História Militar Terrestre do Brasil (ISSN 2763-5252) foi criada com o propósito de dar continuidade ao trabalho de pesquisa desenvolvido ao longo de quase 25 anos pelo Coronel de Engenharia e Estado-Maior Cláudio Moreira Bento, historiador militar e fundador da Academia de História Militar Terrestre do Brasil – AHIMTB. 
Motivada, portanto, pela evolução provocada pela revolução tecnológica que inseriu a todos nesse novo mundo virtual, a Revista da AHIMTB se propõe a reunir conhecimentos dos diversos historiadores que integram o quadro social da entidade, bem como de outros estudiosos da História Militar Terrestre Brasileira. 
No formato digital, a Revista da AHIMTB oferece um espaço virtual no qual Acadêmicos da AHIMTB e pesquisadores diversos podem submeter suas pesquisas e, dessa forma, propiciar conhecimento em prol de fatos que marcaram a evolução da História Militar Terrestre do Brasil.

## Honraria da AHIMTB
A  AHIMTB  criou, pela Portaria de n.º 1 de 25 de agosto de 2003 e por ocasião dos 200 anos de nascimento do  Duque de Caxias, a honraria Medalha do Mérito Histórico Militar Terrestre da AHIMTB, destinada a agraciar civis, militares, nacionais e estrangeiros e entidades que a apoiam nas suas atividades, visando o progressivo desenvolvimento da História Militar Terrestre do Brasil.

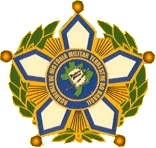
Grau Comendador.
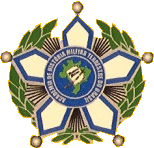
Grau Oficial
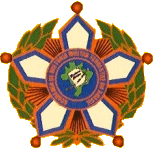
Grau Cavaleiro

A honraria, acompanhada de respectivo diploma, é concedida nos graus de Comendador, Oficial e Cavaleiro, sendo seus agraciados relacionados em Almanaque da Medalha.